# جعفر أرياس
جعفر أرياس (بالهولندية: Jafar Arias)‏ هو لاعب كرة قدم هولندي في مركز الهجوم، ولد في 16 يونيو 1995 في ويلمستاد في كوراساو. شارك مع منتخب كوراساو لكرة القدم. أما مع النوادي، فقد لعب مع نادي دوردريخت ونادي غرونينغن.

## وصلات خارجية
- جعفر أرياس على موقع قاعدة بيانات كرة القدم.إي يو (الإنجليزية)
- جعفر أرياس على موقع ناشيونال فوتبول تيمز (الإنجليزية)
- جعفر أرياس على موقع Soccerway.com (الإنجليزية)
- جعفر أرياس على موقع عالم كرة القدم.نت (الإنجليزية)